# Ghost Rider: Spirit of Vengeance
Ghost Rider: Spirit of Vengeance ist ein Actionfilm aus dem Jahr 2012 der Regisseure Mark Neveldine und Brian Taylor mit Nicolas Cage in der Hauptrolle. Die Comicverfilmung ist eine Fortsetzung des Films Ghost Rider aus dem Jahr 2007 und basiert auf den gleichnamigen Marvel-Comics.

## Handlung
Ein Geistlicher aus Frankreich namens Moreau sucht in Osteuropa eine alte Burgfestung auf, in der Mönche leben. Er warnt den Abt, Benedict, dass ein hier versteckter Junge in Gefahr sei und man „den Rider“ um Hilfe bitten solle, ihn in Sicherheit zu bringen. Benedict entgegnet, dass der Junge hier sicher sei und sich das Thema in ein paar Tagen mit der Wintersonnenwende sowieso erledigt haben werde. Kurz nachdem Benedict die Diskussion mit Moreau für beendet erklärt hat, kommt es zu einer Explosion, und die Festung wird von einer Gruppe Söldner unter der Führung von Carrigan überfallen, die es offenbar auf den Jungen namens Danny abgesehen haben. Danny kann jedoch mit seiner Mutter Nadya rechtzeitig fliehen. Moreau folgt den beiden, um ihnen seine Hilfe anzubieten, da Nadya ihn jedoch nicht kennt, flieht sie auch vor ihm.
Moreau sucht den Ghost Rider in seiner menschlichen Form Johnny Blaze auf. Dieser hat sich vor Jahren nach Osteuropa zurückgezogen. Blaze will mit Moreau anfangs nichts zu tun haben, doch als Moreau ihm verspricht, dass man den Fluch von ihm nimmt, wenn er ihm den Jungen bringt, willigt er ein. Um den Jungen aufzuspüren, verwandelt er sich in den Rider. Als dieser auf Danny und seine Mutter trifft, werden diese gerade von Carrigans Leuten bedroht. Nachdem er einige Männer getötet hat, wird der Rider mit Granaten beschossen, was Carrigan die Möglichkeit gibt, Danny zu entführen.
Als Carrigan seinem Auftraggeber Roarke (bei dem es sich um den Teufel in menschlicher Form handelt) von einem Zusammentreffen mit einem brennenden Skelett auf einem Motorrad berichtet, weiß dieser sogleich, dass der Rider hinter Danny her ist, und sorgt dafür, dass er Danny nicht mehr aufspüren kann. Nachdem der Rider in seiner menschlichen Form im Krankenhaus aufgewacht ist, entdeckt er dort auch Nadya und folgt ihr. Johnny Blaze offenbart ihr seine Geschichte und erfährt von ihr, dass auch sie, wie er, einst einen Pakt mit dem Teufel geschlossen hat. Als sie im Sterben lag, schenkte er ihr das Leben. Ihr Teil der Abmachung war es, sein Kind auszutragen: Danny ist der Sohn des Teufels.
Da Nadya Carrigan von früher kennt, suchen sie einen seiner Geschäftspartner auf und erfahren von ihm, dass sich Carrigan mit anderen in einem Steinbruch zum Waffenkauf treffen wird. Als der Rider dort eintrifft, wird er mit Raketenwerfern beschossen, doch er überlebt und schlägt zurück, indem er das größte Landfahrzeug der Welt, den Schaufelradbagger „Bagger 288“, in sein feuriges Gefährt verwandelt und damit die Angreifer tötet. Nadya kann inzwischen ihren Sohn befreien und mit ihm fliehen. Als Roarke eintrifft, verwandelt er den getöteten Carrigan in ein übernatürliches Wesen namens Blackout und gibt diesem die Kraft des „Verfalls der Finsternis“, mit der er alles, was er berührt, zu Staub verwandeln kann. Da der Rider keine Unterschiede zwischen Auftragsmördern wie Carrigan und einer Kleinkriminellen wie Nadya macht, ist er inzwischen auch hinter Nadya her, doch Dannys Kräfte drängen den Rider zurück und verwandeln ihn wieder in Blaze.

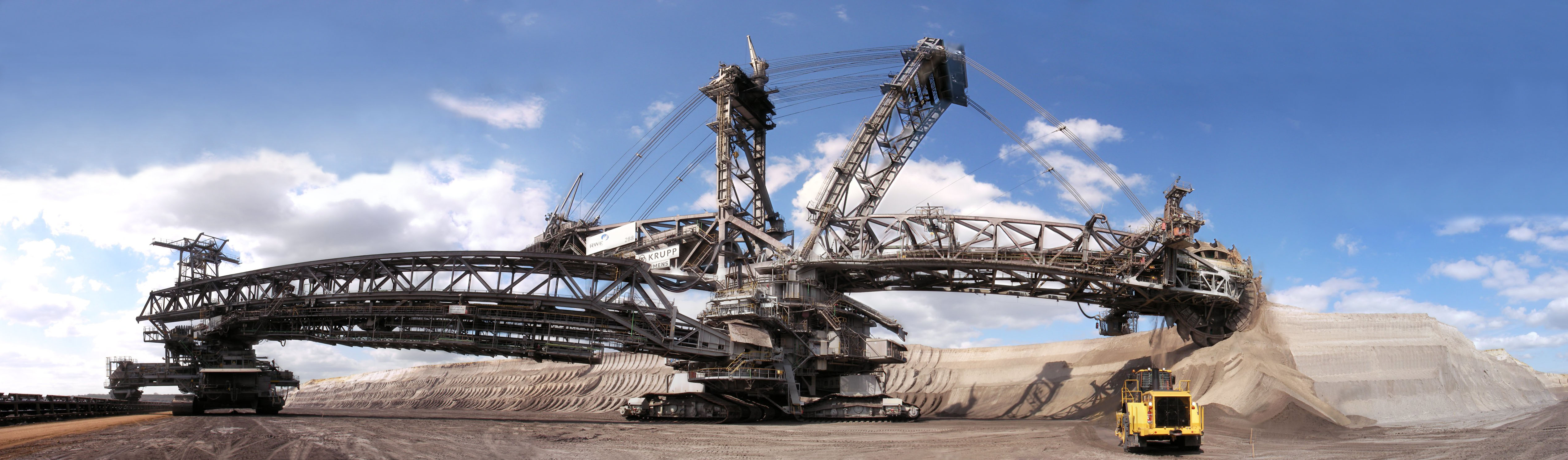
Ein besonderes Requisit: Der Bagger 288, das größte Landfahrzeug der Erde

Nachdem Moreau zu ihnen gestoßen ist, fahren sie gemeinsam zu einem heiligen Zufluchtsort, wo sie vom Mönch Methodius erwartet werden. Da Blaze den Jungen abgeliefert hat, soll er nun vom Fluch des Rider erlöst werden. Zuvor erklärt ihm Moreau, dass der erste Rider einst ein Engel der Gerechtigkeit namens Zarathos war, der die Sterblichen beschützen sollte; aber er wurde gefangen genommen, in die Hölle gezerrt und in den Wahnsinn getrieben. Seine Mission, die Unschuldigen zu beschützen, wurde pervertiert in die Gier, alle Schuldigen gnadenlos zu bestrafen. So wurde aus dem Geist der Gerechtigkeit der Geist der Vergeltung und damit der Rider.
Blaze führt das Ritual durch und ist nun vom Rider befreit. Inzwischen sind Moreau und Nadya von Danny getrennt worden: Methodius hat Moreau angelogen und will Danny nicht verstecken, sondern töten, da er nicht glaubt, dass seine Seele gerettet werden kann und er seine bloße Existenz für zu gefährlich hält. Als Danny gerade von Methodius enthauptet werden soll, taucht Blackout auf, tötet alle Mönche und nimmt Danny mit. Von Moreau erfahren sie, dass Roarke Danny gezeugt hat, da der Teufel eine menschliche Hülle suchte, die stark genug ist, seine Kräfte zu ertragen und seinen Geist in sich aufzunehmen.
Obwohl Blaze seine Kräfte verloren hat, fühlt er sich Danny verpflichtet und will Moreau und Nadya helfen, dessen Seele vor Roarke zu retten. Als die Drei an dem Ort ankommen, der am weitesten vom Himmel entfernt sein soll, hat die Übertragungs-Zeremonie bereits begonnen. Moreau wird von Blackout getötet, doch als dieser sich Blaze vornehmen will, kommt Danny hinzu. Da er dieselben Kräfte wie sein Vater besitzt, kann er Blaze wieder die Macht des Rider verleihen und ihn so retten; danach bricht Danny zusammen. Der Rider tötet Blackout und schickt den Teufel zurück in die Hölle, wobei Roarke, seine menschliche Hülle, zerstört wird.
Nadya hält den leblosen Körper ihres Sohnes im Arm. Der zurückverwandelte Blaze spürt inzwischen den Engel in sich, und seine knochige Hand ist von Flammen umgeben, die nun blau anstatt rot sind. Er streicht Danny mit einer Geste über die Wange, mit der er zuvor die Schuldigen tötete. Nun kann er damit die Unschuldigen, und damit Danny, zurück ins Leben holen. Am Ende sieht man den Rider auf seinem Motorrad mit blauen Flammen in der Dunkelheit verschwinden.

## Hintergrund
- Die beiden Regisseure haben im Film einen Gastauftritt: Als Johnny Blaze den Pakt mit dem Teufel erklärt, ist ein Standbild zu sehen, auf dem sich beide die Hand geben, während einer davon (Brian Taylor) in Flammen steht.
- Bei der Person, die im Film gezeigt wird, als die menschlichen Formen des Teufels dargestellt werden, handelt es sich um Moderator Jerry Springer.
- Offizieller Kinostart in den USA war am 17. Februar 2012, in Deutschland am 23. Februar 2012. Bei geschätzten Produktionskosten von etwa 57 Millionen US-Dollar wurden an den Kinokassen weltweit rund 132 Millionen US-Dollar eingespielt, davon 52 Millionen in den USA und 4,7 Millionen in Deutschland.[3] Prisma zufolge spielte er bislang sogar knapp 150 Millionen US-Dollar ein.[4]

## Synchronisation
Die Synchronisation wurde von Neue Tonfilm München unter der Regie von Stefan Günther durchgeführt.
| Rolle                      | Darsteller          | deutsche Stimme   |
| -------------------------- | ------------------- | ----------------- |
| Johnny Blaze / Ghost Rider | Nicolas Cage        | Martin Keßler     |
| Roarke                     | Ciarán Hinds        | Bernd Rumpf       |
| Nadya                      | Violante Placido    | Victoria Sturm    |
| Danny                      | Fergus Riordan      | Christian Zeiger  |
| Ray Carrigan / Blackout    | Johnny Whitworth    | Stefan Günther    |
| Moreau                     | Idris Elba          | Ingo Albrecht     |
| Methodius                  | Christopher Lambert | Joachim Tennstedt |
| Benedict                   | Anthony Head        | Erich Räuker      |
| Grannik                    | Spencer Wilding     | Matthias Klages   |
| Toma Nikasevic             | Vincent Regan       | Helmut Gauß       |
| Vasil                      | Cristian Iacob      | Martin Kautz      |
| Mann im Anzug              | Will Ashcroft       | Peter Reinhardt   |
| Camper                     | Tobias Öjerfalk     | Dirk Stollberg    |
| Fighter                    | n/a                 | Matthias Klages   |

## Kritiken
„Comic-Verfilmung, die mit gut inszenierter Action halbwegs unterhält, dabei keine sonderliche Originalität entfaltet. Eine Prise Selbstironie hätte den am Rand des Trashs lavierenden Stoff durchaus schmackhafter gemacht.“

„Und wieder übernahm Nicolas Cage die Rolle des ‚Ghost Rider‘, denn offenbar wird dem einst gefeierten Star mittlerweile nichts Besseres angeboten. So hangelt er sich mit der ewig gleichen Leidensmine durch dieses tumbe Comic-Spektakel, das zudem zwei Regisseure (Mark Neveldine und Brian Taylor) nötig hatte, um letztendlich dann doch zu scheitern. Und 3D hilft da schon gar nicht!“

„Anders als die anderen mehr oder weniger zahnpastawerbungkompatiblen Marvel-Helden wie Iron Man, Thor oder Captain America (vom DC-Konkurrenten Green Lantern ganz zu schweigen) ist der Ghost Rider eine von Grundauf tragische Figur und schon qua Herkunft keine Lichtgestalt zur Wahrung und Errettung des Guten, sondern buchstäblich ein armer Teufel, der bitter darunter leidet, seine Seele dem Satan überantwortet zu haben (..) Wer sollte wohl – und warum überhaupt – ein Interesse daran haben, dass ausgerechnet der schmutzigste, exzessivste Rocker der ansonsten so steril anmutenden Pfadfinderbande im Superheldenuniversum am Ende nicht mehr bösartig mit Eisenketten und Feuersbrunst hantiert sondern fromm und artig Weihwasser verspritzt?“

„Man muss Nicolas Cage nicht mögen, aber zugeben, dass er wirklich alles gibt, um diesen Johnny Blaze kinotauglich zu machen. Freunde des wilden Fantasy-Trash kommen voll auf ihre Kosten.“

## Auszeichnungen
- Idris Elba erhielt eine Nominierung als Bester Schauspieler für die BET Awards 2012.
- Für den Negativpreis Goldene Himbeere 2013 war der Film in der Kategorie Schlechteste Neuverfilmung oder Fortsetzung nominiert, sowie Nicolas Cage in der Kategorie Schlechtester Schauspieler (zusammen für seine Darstellung in Pakt der Rache).